# Engelberger Rotstock
Der Engelberger Rotstock ist ein 2818 m ü. M. hoher Gipfel bei Engelberg in der Schweiz. Er liegt auf der Grenze der Kantone Obwalden und Uri in den Urner Alpen.
Die pyramidenartige Erhebung zwischen den beiden Einschnitten Engelberger Lücke (zum Wissigstock hin) und Rot Grätli (zum Ruchstock hin) kann als weglose Alpinwanderung bestiegen werden. Im Winter ist eine Besteigung mit Ski möglich. Westlich des Engelberger Rotstocks liegt der Schöntaler Firn, östlich der Schlossfirn.

## Lage
| \| \| |
|       |

Lage des Engelberger Rotstocks in den

< Urner Alpen | Alpen >

## Galerie

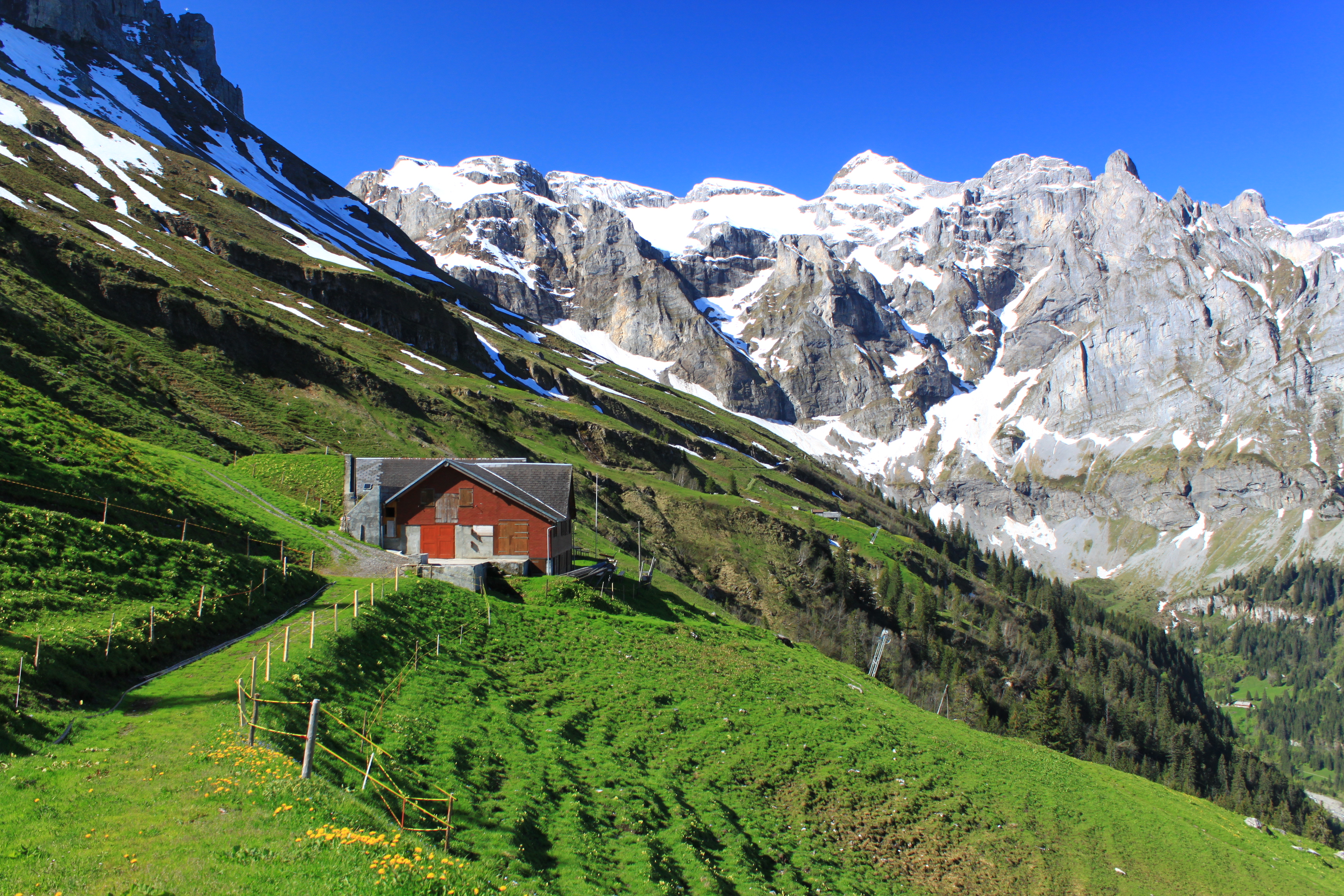
Engelberger Rotstock (rechts der Mitte) von der Biwaldalp in Isenthal aus
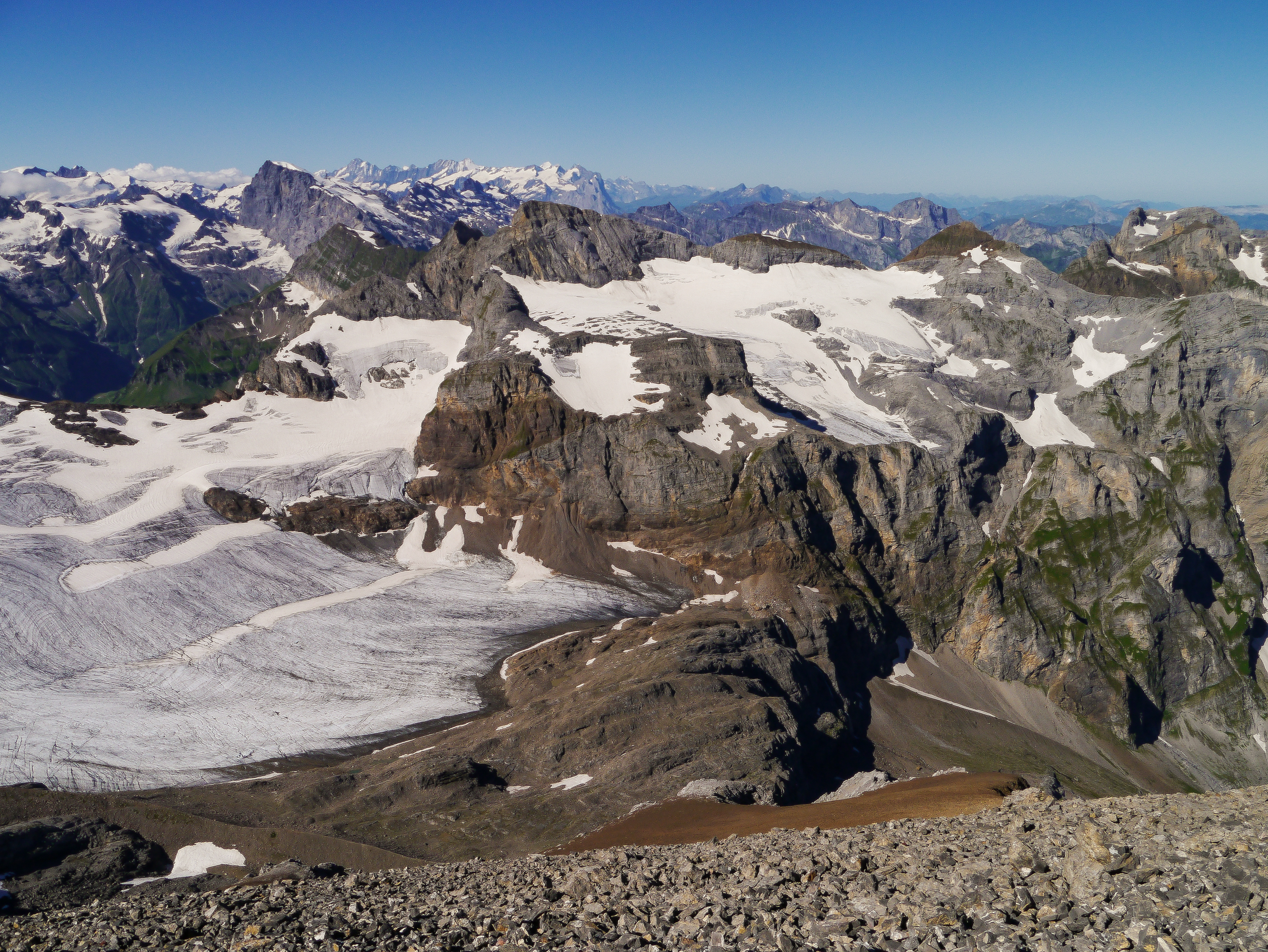
Engelberger Rotstock (rechts) vom Uri Rotstock aus

## Nachweis
1. 1 2  Lage & Höhe gemäss Schweizer Landeskarte auf «geo.admin.ch»